# Juventud Liberal Radical Auténtica
La Juventud Liberal Radical Auténtica (JLRA) es la estructura juvenil orgánica del Partido Liberal Radical Auténtico (PLRA) en Paraguay. Tiene como finalidad promover la participación política de los jóvenes dentro del ideario liberal y democrático del partido.

## Historia
Aunque no se encuentra documentada una fecha precisa de fundación, existen registros de actividades de la JLRA desde principios de la década de 1980. Según consta en el Sistema de Información Legislativa Paraguay (SILpy) del Congreso de Paraguay, Celeste Amarilla se encuentra entre sus fundadoras en el año 1982.
En el año 1992, el liderazgo de la organización recayó en Efraín Alegre, quien posteriormente ocuparía cargos de relevancia nacional. En agosto de 2010, Daniel Arce fue electo presidente de la JLRA, en representación del sector llanista denominado Frente para la Victoria. Para el periodo 2021-2025, fue electo Carlos Aquino, reemplazando en el cargo a Derlis Larroza.

## Actividades recientes

### 2023
En mayo de 2023, la conducción nacional de la JLRA, junto con dirigentes de base del Partido Liberal Radical Auténtico, emitió un comunicado solicitando la renuncia de Efraín Alegre a la presidencia del partido, luego de su tercera derrota consecutiva en comicios generales.  La declaración fue respaldada por presidentes de filiales y argumentaba que el resultado electoral de 2023 había sido «catastrófico», con la pérdida de escaños legislativos y de gobernaciones en casi todos los departamentos.
Dylan Carreras, vicepresidente de la JLRA, denunció también la falta de pago a los miembros de mesa que participaron en los comicios y exigió transparencia en la administración de los fondos partidarios, incluyendo la rendición del préstamo gestionado por la presidencia del PLRA. Asimismo, la JLRA convocó a una movilización el 5 de mayo frente al Directorio del PLRA en Asunción, en apoyo a sus exigencias y como expresión de disconformidad con la conducción partidaria.

#### Convencional Nacional Extraordinaria del PLRA
En agosto de 2023, la JLRA emitió un respaldo público a la decisión de la Convención Nacional del PLRA de destituir a Efraín Alegre de la presidencia partidaria. Carlos María Aquino, presidente de la organización, sostuvo que dicha convención fue celebrada en conformidad con las disposiciones estatutarias y la normativa vigente. Asimismo, Aquino declaró que durante la administración de Alegre, la JLRA fue sistemáticamente marginada de los espacios deliberativos y de decisión institucional dentro del partido.

### 2024
En enero de 2024, la JLRA procedió a la reinauguración de su sede institucional en Asunción, como parte de una estrategia de fortalecimiento estructural y reposicionamiento orgánico.

### 2025
En marzo de 2025, la organización convocó al encuentro nacional denominado «Jóvenes liberales en marcha», realizado en la ciudad de Encarnación. El evento tuvo como objetivo central la capacitación de cuadros políticos juveniles con miras a las elecciones municipales previstas para 2026.
Posteriormente, durante el mismo mes, sectores de la JLRA correspondientes al Departamento Central y a la capital se sumaron a manifestaciones ciudadanas en rechazo a la gestión del presidente de Paraguay, Santiago Peña, solicitando incluso la apertura de un juicio político por supuestas irregularidades en su administración.